# Колосовка (Полтавская область)
Колосовка (укр. Колосівка) — село, Балаклеевский сельский совет, Великобагачанский район, Полтавская область, Украина.
Код КОАТУУ — 5320280602. Население по переписи 2001 года составляло 154 человека.

## Географическое положение
Село Колосовка находится на правом берегу реки Псёл, выше по течению на расстоянии в 1 км расположено село Стенки, на противоположном берегу — село Балаклея. Вокруг села много заболоченных озёр.

## Экономика
- Молочно-товарная ферма.